# Vroegrenaissance
De vroegrenaissance is een kunsthistorische term die vooral wordt gebruikt met betrekking tot de (schilder)kunst uit het begin van de Italiaanse renaissance.

## Beeldhouwkunst
In 1401 organiseerde het stadsbestuur van Florence een wedstrijd om bronzen deuren voor de doopkapel van de kathedraal te sculpteren. Zeven jonge beeldhouwers schreven zich in. Onder hen bevonden zich Brunelleschi, Donatello en de latere winnaar, Lorenzo Ghiberti. Brunelleschi werd het bekendst als de architect van de koepel van de dom en de kerk van San Lorenzo. Hij creëerde ook een aantal beeldhouwwerken waaronder een levensgroot en heel realistisch kruisbeeld in de Santa Maria Novella. Zijn studie van het perspectief, zo wordt aangenomen, zou later de schilder Masaccio beïnvloeden. Donatello werd bekend als de grootste beeldhouwer uit de vroegrenaissance. Een van zijn meesterwerken is het erotische standbeeld van David (een van de iconen van de Florentijnse republiek) en zijn grote monument voor Gattamelata, het eerste grote bronzen ruiterstandbeeld sinds het Romeinse Keizerrijk.

## Schilderkunst
Donatello's tijdgenoot Masaccio was de schilderkunstige afstammeling van Giotto, wiens naturalisme in gelaatsuitdrukkingen en lichaamshoudingen hij verder ontwikkelde. Massacio maakte verschillende schilderijen op paneel, maar is vooral bekend van de fresco's die hij samen met de oudere kunstenaar Masolino in de Brancacci-kapel schilderde. Deze kunstwerken zouden een grote invloed hebben op latere schilders zoals Michelangelo en Fra Angelico, met name in diens fresco's in het klooster van San Marco in Florence.
De behandeling van perspectief en licht in de schilderkunst was van bijzonder belang in de 15e-eeuwse Florentijnse schilderkunst. Uccello was zo geobsedeerd door de problemen die het perspectief stelde, dat hij er volgens Vasari bijna niet van kon slapen. Zijn oplossingen zijn te zien in zijn meesterwerk, de Slag bij San Romano. Piero della Francesca maakte systematische en wetenschappelijke studies van zowel licht als lineair perspectief, waarvan de resultaten gezien kunnen worden in zijn frescoreeks over de geschiedenis van het Ware Kruis in San Francesco te Arezzo.
In Napels maakte Antonello da Messina omstreeks 1450, eerder dan andere Italiaanse schilders, gebruik van olieverf voor portretten en religieuze schilderijen. Hij bracht deze techniek naar het noorden en beïnvloedde zo de Venetiaanse schilders. Een van de belangrijkste schilders van Noord-Italië was Andrea Mantegna. Mantegna maakte gebruik van zeer sterke perspectiefwerking. Hij was de eerste kunstenaar die het verkorte perspectief gebruikte in een doek over de bewening van Christus, dat in de Pinacoteca di Brera in Milaan hangt.
Het einde van de vroegrenaissance in de Italiaanse kunst wordt eveneens gemarkeerd door een bijzondere opdracht aan enkele kunstenaars, echter niet als concurrenten deze keer. Paus Sixtus IV, die de Sixtijnse Kapel had laten verbouwen, gaf nu opdracht aan een groep kunstenaars (Botticelli, Perugino, Ghirlandaio en Cosimo Rosselli) om de muur te versieren met fresco's over het leven van Christus en van Mozes. In de zestien grote schilderijen maakten de kunstenaars gebruik van de nieuwe technieken van belichting, lineair en atmosferisch perspectief, anatomie, verkortingen en karakterisering die waren vervolmaakt in de grote Florentijnse ateliers van Ghiberti, Verrocchio, Ghirlandaio en Perugino.

## Galerij

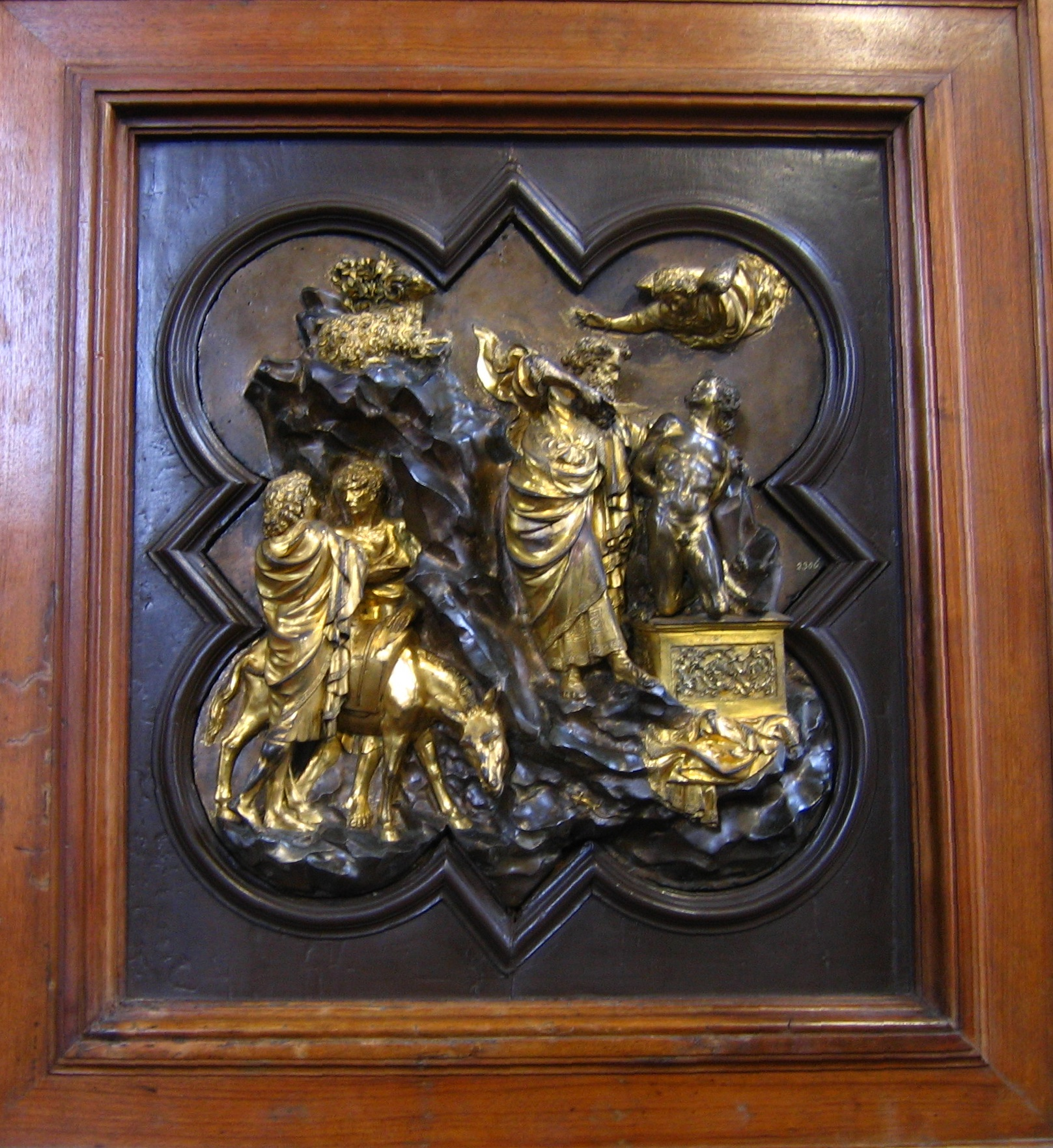
Lorenzo Ghiberti's bijdrage voor de competitie met de bronzen deuren
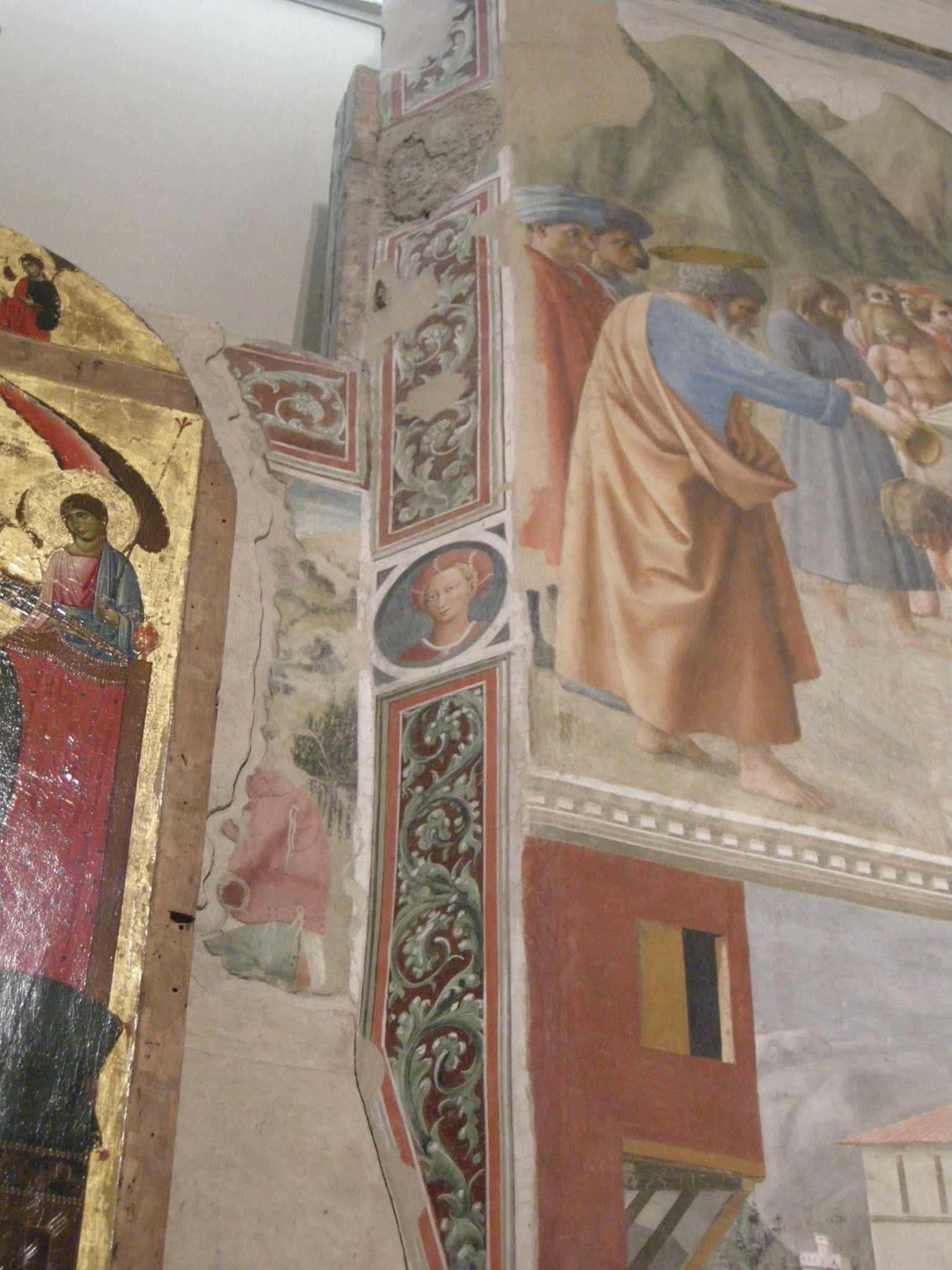
Fresco's in de Cappella brancacci van Masaccio
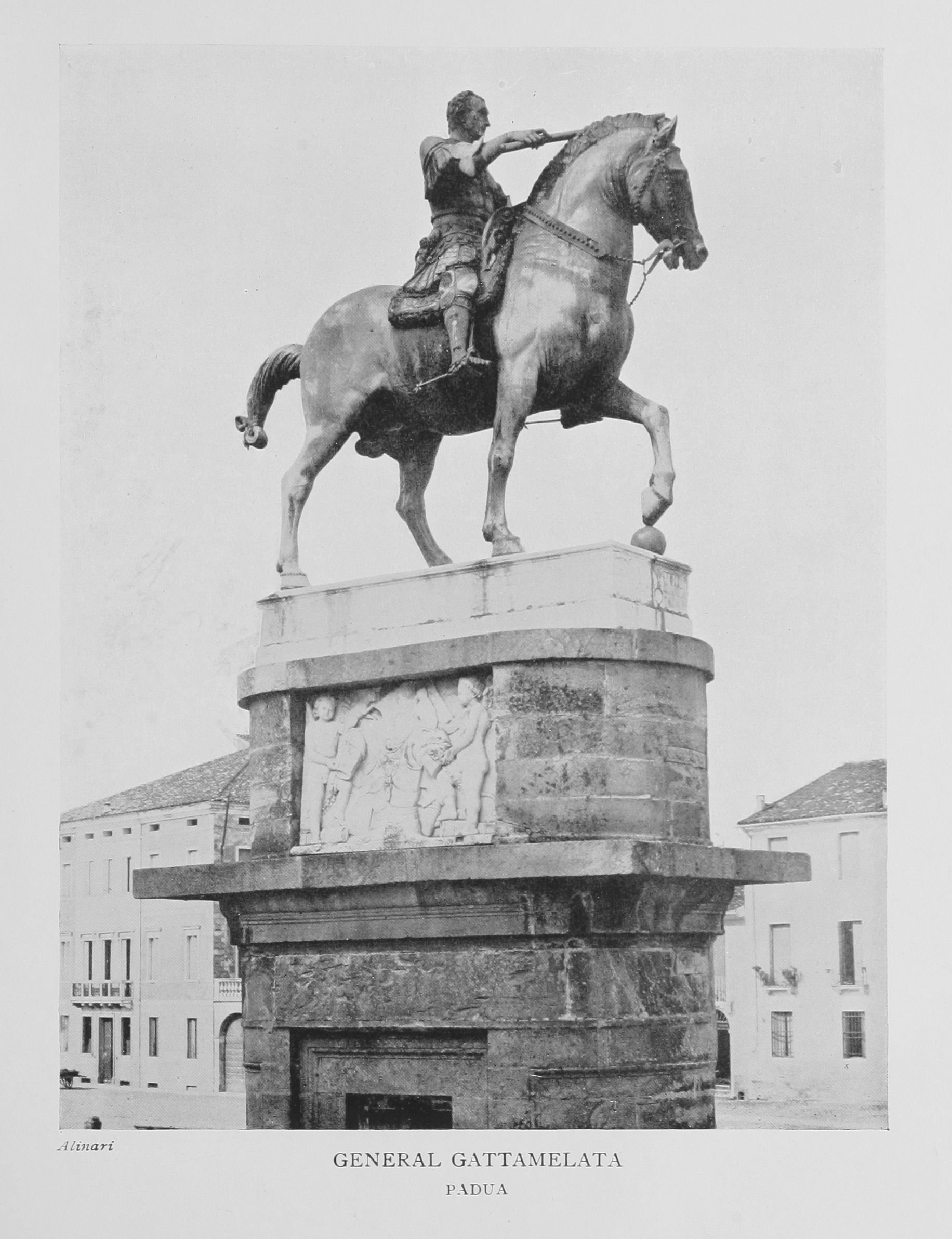
Standbeeld van Gattemelata door Donatello
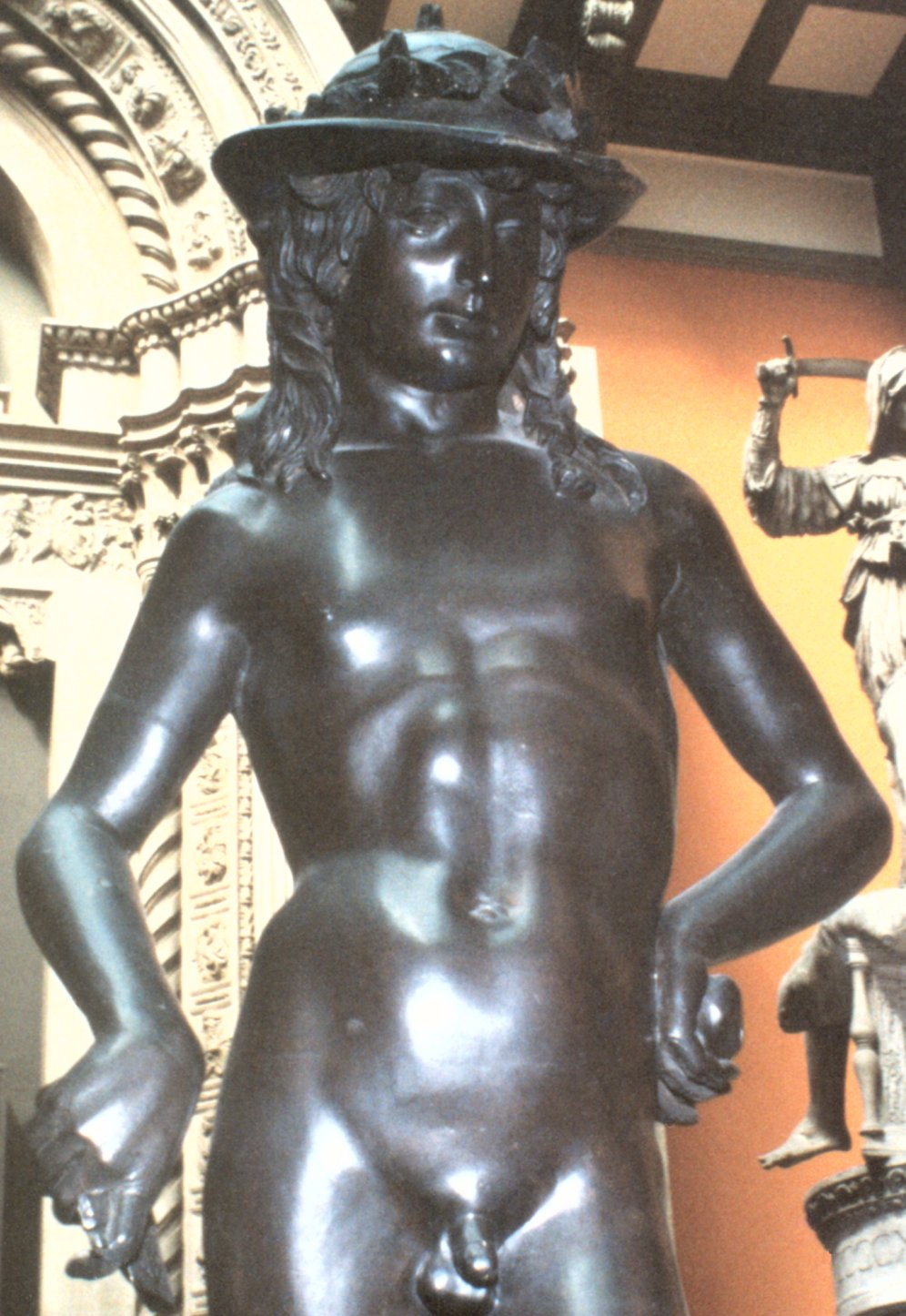
Gedeelte van de David van Donatello
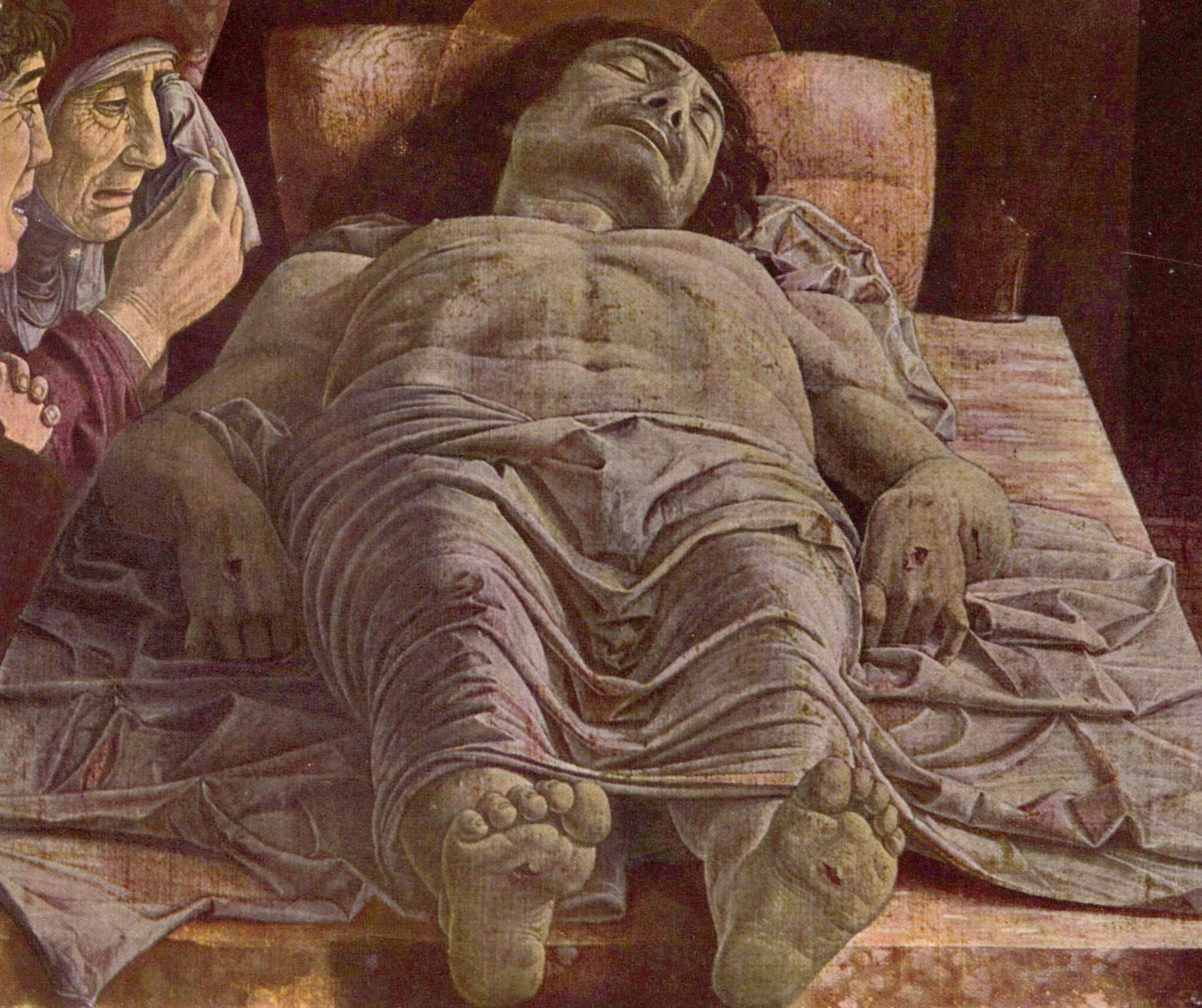
Bewening van Jezus van Andrea Mantegna
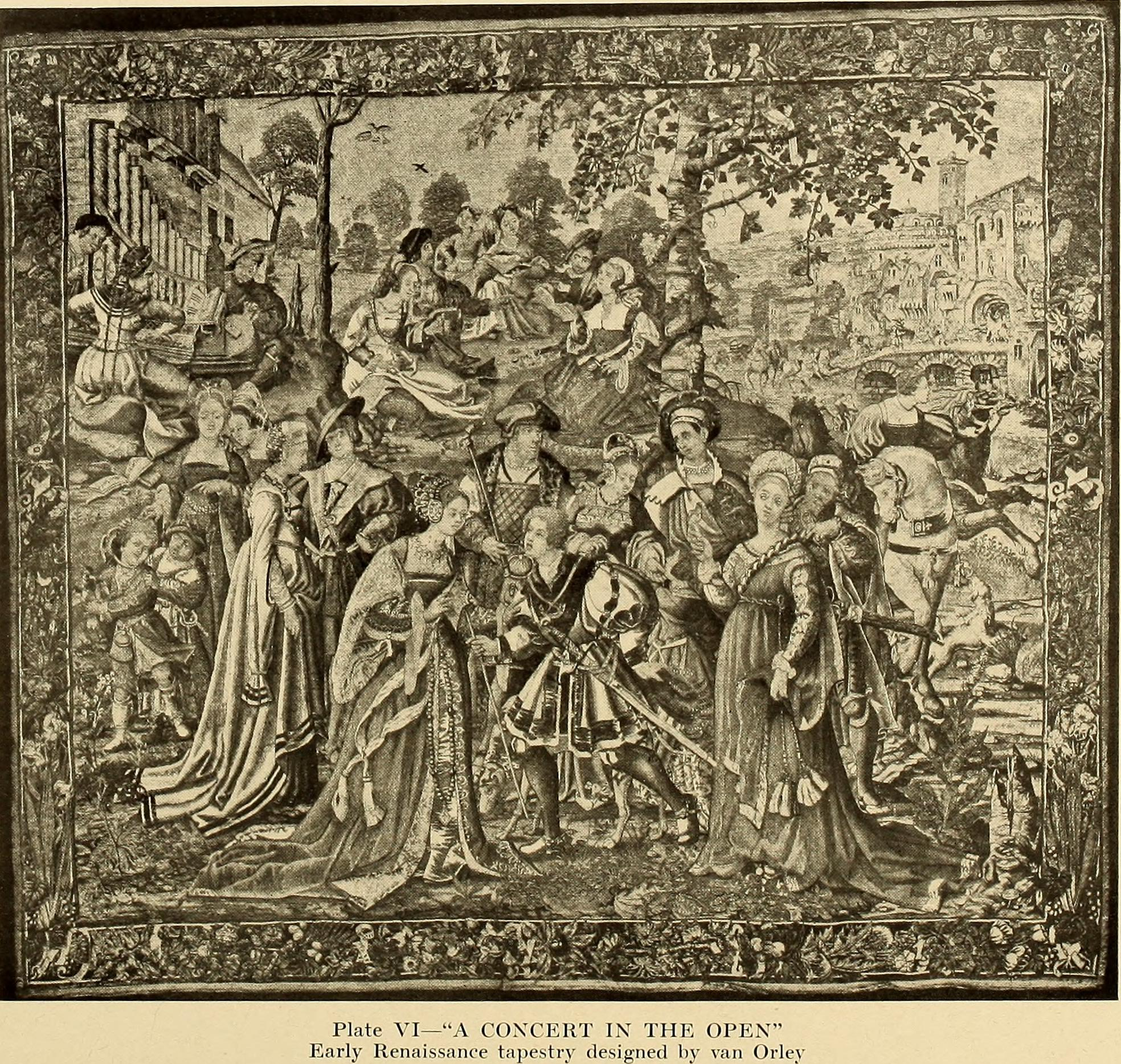
Een Concert in Open Lucht, wandtapijt van Orley